# L'ultima risposta
L'Ultima risposta è una canzone del gruppo torinese dei Subsonica pubblicata come secondo singolo dell'album L'eclissi, scritta da Max Casacci e Boosta, con testo del solo Casacci.